# Алупкинська міська рада
Алу́пкинська міська́ ра́да — адміністративно-територіальна одиниця та орган місцевого самоврядування у складі Ялтинської міської ради Автономної Республіки Крим. Адміністративний центр — місто Алупка.

## Загальні відомості
- Територія ради: 4 км²
- Населення ради: 8 520 осіб (станом на 1 січня 2013 року)
- Водоймища на території, підпорядкованій даній раді: Чорне море

## Населені пункти
Міській раді підпорядковані населені пункти:
- м. Алупка

## Склад ради
Рада складається з 30 депутатів та голови.
- Голова ради: Карнаух Дмитро Сергійович
- Секретар ради: Постніков Павло Олександрович

### Керівний склад попередніх скликань
| Прізвище, ім'я, по батькові    | Основні відомості                                                       | Дата обрання | Дата звільнення |
| ------------------------------ | ----------------------------------------------------------------------- | ------------ | --------------- |
| Харітонов Андрій Васильович    | Міський голова, 1974 року народження, безпартійний                      | 26.03.2006   | 31.10.2010      |
| Толстоног Віктор В'ячеславович | Міський голова, 1964 року народження, освіта вища, член Партії регіонів | 31.10.2010   | 09.09.2012      |
| Карнаух Дмитро Сергійович      | Міський голова, 1985 року народження, освіта вища, член Партії регіонів | 22.10.2012   |                 |

Примітка: таблиця складена за даними сайту Верховної Ради України

### Депутати
За результатами місцевих виборів 2010 року депутатами ради стали:

#### За суб'єктами висування
| Суб'єкт висування                                       | Кількість обраних депутатів | %    |
| ------------------------------------------------------- | --------------------------- | ---- |
| Партія регіонів                                         | 28                          | 93,3 |
| Ліберально-демократична партія України                  | 1                           | 3,3  |
| Політична партія Всеукраїнське об'єднання «Батьківщина» | 1                           | 3,3  |

#### За округами
| № округу                                                | Прізвище, ім'я, по батькові      | Дата визнання обраним | Освіта             | Партійна приналежність                        | Відомості про обраного депутата                                                                                                 |
| ------------------------------------------------------- | -------------------------------- | --------------------- | ------------------ | --------------------------------------------- | --- |
| Ліберально-демократична партія України                  |                                  |                       |                    |                                               | |
| б/м                                                     | Мелконян Вардан Ваганович        | 04.11.2010            | середня спеціальна | член Ліберально-демократичної партії України  | тимчасово не працює |
| Партія регіонів                                         |                                  |                       |                    |                                               | |
| б/м                                                     | Пустовіт Олександр Миколайович   | 04.11.2010            | вища               | член Партії регіонів                          | приватний підприємець |
| б/м                                                     | Ткачук Іван Володимирович        | 04.11.2010            | вища               | член Партії регіонів                          | приватний підприємець |
| б/м                                                     | Луговський Юрій Юрійович         | 04.11.2010            | вища               | член Партії регіонів                          | приватний підприємець |
| б/м                                                     | Ілларіонов Олександр Вікторович  | 04.11.2010            | вища               | член Партії регіонів                          | управління Державного комітету земельного управління у м. Ялта АРК, провідний спеціаліст відділу діловодства та архівної справи |
| б/м                                                     | Гончаров Олександр В'ячеславович | 04.11.2010            | вища               | член Партії регіонів                          | приватний підприємець |
| б/м                                                     | Сумбаєв Юрій Васильович          | 04.11.2010            | вища               | член Партії регіонів                          | Алупкінський будинок культури, директор                                                                                         |
| б/м                                                     | Трояновська Анжела Валентинівна  | 04.11.2010            | вища               | член Партії регіонів                          | благодійна організація "Благодійний фонд «Благодар», президент                                                                  |
| б/м                                                     | Сібірцев Сергій Вікторович       | 04.11.2010            | вища               | член Партії регіонів                          | пенсіонер |
| б/м                                                     | Костіді Володимир Миколайович    | 04.11.2010            | середня            | член Партії регіонів                          | приватний підприємець |
| б/м                                                     | Каштанов Олександр Володимирович | 04.11.2010            | вища               | член Партії регіонів                          | шпиталь Міністерства оборони України, економіст                                                                                 |
| б/м                                                     | Ткачук Володимир Володимирович   | 04.11.2010            | вища               | член Партії регіонів                          | тимчасово не працює |
| б/м                                                     | Шевцова Ольга Валентинівна       | 04.11.2010            | вища               | член Партії регіонів                          | бюро технічної інвентаризації смт Гурзуф, начальник                                                                             |
| б/м                                                     | Попова Тетяна Вікторівна         | 18.09.2012            | середня            | член Партії регіонів                          | тимчасово не працює |
| 1                                                       | Борисова Людмила Іванівна        | 04.11.2010            | середня            | член Партії регіонів                          | Алупкінський центральний військовий клінічний санаторій, медична сестра                                                         |
| 2                                                       | Кайданов Ділявер Енверович       | 04.11.2010            | вища               | член Партії регіонів                          | приватний підприємець |
| 3                                                       | Клеймьонов Едуард Сергійович     | 04.11.2010            | вища               | член Партії регіонів                          | ПП по розробці малих архітектурних форм та дослідження НТП, власник                                                             |
| 4                                                       | Попов Роман Генадійович          | 04.11.2010            | вища               | член Партії регіонів                          | РЕО № 1 комунальне підприємство Ялтинської міської ради, юрист                                                                  |
| 5                                                       | Медвєдєв Ігор Вікторович         | 04.11.2010            | вища               | член Партії регіонів                          | тимчасово не працює |
| 6                                                       | Постніков Павло Олександрович    | 04.11.2010            | вища               | член Партії регіонів                          | тимчасово не працює |
| 7                                                       | Мурдід Михайло Петрович          | 04.11.2010            | вища               | член Партії регіонів                          | санаторій «Південнобережний», головний лікар                                                                                    |
| 8                                                       | Нечипорук Василь Васильович      | 04.11.2010            | вища               | член Партії регіонів                          | громадська організація «Сила регіональних прав», керівник                                                                       |
| 9                                                       | Осипенко Зоя Анатоліївна         | 04.11.2010            | вища               | член Партії регіонів                          | бюро технічної інвентаризації м. Ялта, начальник                                                                                |
| 10                                                      | Овчинников Руслан Олександрович  | 04.11.2010            | вища               | член Партії регіонів                          | виконавчий комітет Масандрівської селищної ради, інженер-землевпорядник                                                         |
| 11                                                      | Славкін Михайло Вікторович       | 04.11.2010            | вища               | член Партії регіонів                          | приватний підприємець |
| 12                                                      | Черевко Олена Михайлівна         | 04.11.2010            | середня            | член Партії регіонів                          | приватний підприємець |
| 13                                                      | Петровський Сергій Анатолійович  | 04.11.2010            | вища               | член Партії регіонів                          | Алупкінський центральний військовий клінічний санаторій, заступник головного лікаря                                             |
| 14                                                      | Ніколаєв Ігор Петрович           | 04.11.2010            | вища               | член Партії регіонів                          | санаторій «Сонячний» Міністерства охорони здоров'я України, головний лікар                                                      |
| 15                                                      | Козінський Андрій Миколайович    | 04.11.2010            | вища               | член Партії регіонів                          | ПП фірма «Мірко», менеджер з продажу                                                                                            |
| Політична партія Всеукраїнське об'єднання «Батьківщина» |                                  |                       |                    |                                               | |
| б/м                                                     | Осіпов Микола Васильович         | 04.11.2010            | вища               | член Всеукраїнського об'єднання «Батьківщина» | пенсіонер |